# Metropolia Resistencia
Metropolia Resistencia – metropolia rzymskokatolicka w Argentynie utworzona 28 lutego 1984 roku.

## Diecezje wchodzące w skład metropolii
- Archidiecezja Resistencia
  - Diecezja Formosa
  - Diecezja San Roque de Presidencia Roque Sáenz Peña

## Biskupi
- Metropolita: abp Ramón Alfredo Dus (od 2013) (Resistencia)
- Sufragan: bp José Vicente Conejero Gallego (od 1998) (Formosa)
- Sufragan: bp Hugo Barbaro (od 2008) (Presidencia Roque Sáenz Peña)

## Główne świątynie
- Archikatedra św. Ferdynanda w Resistencia
- Katedra Matki Boskiej z Góry Karmel w Formosa
- Katedra św. Rocha w Presidencia Roque Sáenz Peña